# Закоханий волоцюга
«Закоханий волоцюга» (англ. The Vagabond Lover) — американський комедійний мюзикл режисера Маршалла Нейлана 1929 року.

## Сюжет
Комедійний мюзикл про музиканта-аматора який шукає роботу.

## У ролях
- Руді Веллі — Руді Бронсон
- Селлі Блейн — Джин Вайтхолл
- Марі Дресслер — місіс Етель Берта Вайтхолл
- Чарльз Селлон — шеф Джордж К. Татл
- Нелла Волкер — місіс Вітінгтон Тодхантер
- Едвард Дж. Наджент — Спорт
- Денні О'Ши — Сем

## Пісні
- «I Love You, Believe Me, I Love You»
- «I'm Just a Vagabond Lover»
- «Nobody's Sweetheart»
- «Georgie Porgie Pudding and Pie»
- «If You Were the Only Girl in the World»
- «Then I'll Be Reminded of You»
- «A Little Kiss Each Morning (A Little Kiss Each Night)»
- «Sweetheart, We Need Each Other»